# Mount Ord
Mount Ord – najwyższy szczyt pasma Wunaamin Miliwundi Ranges na Wyżynie Kimberley w Australii. Osiąga wysokość 937 m n.p.m., co czyni go jednym z najwyższych punktów Australii Zachodniej.